# Фивы Фтиотидские
Фивы (др.-греч. Θῆβαι, лат. Thebes), Фивы Фтиотидские или Фтиотийские (Φθιώτιδες Θῆβαι, Φθιώτιδες Θήβες) — под этим именем известны два древних города в ахейской Фтиотиде, в юго-восточной Фессалии, близ северного побережья залива Пагаситикос Эгейского моря. Развалины первого города находятся близ дороги Алмирос — Волос, в 5 километрах к юго-западу от малого города Неа-Анхиалос и в 1,5 километрах к северу от села Микротиве () на холме «Кастро» («Κάστρο»), второго, раннехристианского — в современном городе Неа-Анхиалос.
Холм Кастро обитаем со времени среднего неолита и, возможно, ранее. Апостолос Арванитопулос обнаружил микенскую керамику. Название первоначального города, который был построен в архаический период, ещё не известно, но название Фивы упоминается впервые в IV веке до н. э., когда произошёл синойкизм соседних городов (вероятно, городов Пирас и Филака). Стратегическое положение на пути из Фессалийской равнины к морю и экономическое развитие позволило Фивам занять первое место среди городов ахейской Фтиотиды и начать чеканить собственную монету в 302 году до н. э. По Страбону город находился под плодородной Крокийской равниной (Крокусовом полем, Κρόκιον πεδίον, ныне — равнина Алмироса), по которой протекала река Амфрис, рядом с городами Итон, Алос (Гал) и Птелей. Поблизости от Фив, вероятно, находилась родина Ахилла — Фтия. Фивы представляли собой важнейший и богатейший торговый город Фессалии с хорошей гаванью. Богатство Фив происходило от культивирования плодородной равнины Алмироса, но основной доход приносила гавань — древний Пирас. Впоследствии он потерял часть своего значения вследствие конкуренции Деметриады. По Полибию город входил в Этолийский союз и господствовал над областями Фессалии (областью Ларисы, Фарсала и Фер) и Магнесии (областью Деметриады). Жители Фессалии и Фер использовали Пирас как единственный порт, потому что другой важный порт — Пагаса — к тому времени контролировали македоняне. Это вызвало недовольство Антигонидов. Царь Филипп V Македонский в 217 году до н. э. после долгой осады завоевал город, жителей его обратил в рабство и вместо них поселил в нём македонских колонистов, переименовав его в Филиппополь (Φιλίππου πόλις, Φιλιππόπολις). Морскую торговлю Филипп перенёс в Деметриаду, которая с тех пор пережила расцвет, в то время как Фивы пришли в упадок. В римский период, однако, вошло в употребление старое имя города. Страбон в I веке до н. э. пишет о Фивах Фтиотидских, а о его гавани, Пирасе, как о исчезнувшей. Во II веке Фивы становятся большим римским городом, который в значительной степени построен и заселен за пределами городской стены, о чем свидетельствует древний театр, который был построен в это время, а также найденные дома римского периода. В раннехристианский период построена церковь чуть ниже акрополя. Позднее, в V веке город становится меньше, а на месте, где был расположен древний порт Пирас, быстро растет новый христианский город Фивы Фтиотидские.

## Пирас
Второй город, получивший название Фивы Фтиотидские, был построен в раннехристианский период на месте Пираса (Πύρασος), позднее Деметрия (Δημήτριον), города с удобной гаванью, рядом с которым находились священный участок и знаменитое святилище Деметры. Пирас существовал в древности, его упоминает Гомер. В настоящее время — город Неа-Анхиалос, основанный в 1907 году беженцами из Анхиалоса (Поморие) в Болгарии, в 18 километрах к юго-западу от Волоса, на дороге Волос — Алмирос — Ламия — Афины. Раскопки показало, что низкий (29 метров), в настоящее время заросший лесом искусственный холм (μαγούλα) на востоке Неа-Анхиалоса был акрополем Пираса. Находки, остатки каменной кладки и керамика относятся к классическому и геометрическому периоду, бронзовому веку, мезолиту и неолиту. Пирас существовал в классический период и позднее и служил гаванью для Фив Фтиотидских, расположенных над Пирасом. В течение I века до н. э. Страбон пишет о нём, как о разрушенном городе.
В последней четверти VI века епископом Фив Фтиотидских был Адриан (Αδριανός), когда город находился в апогее своего расцвета. Местные предстоятели занимали 2-е место после Ларисских среди епископов Фессалии, относившейся к провинции Иллирик и до VIII века находившейся под церковной юрисдикцией Рима. Из сохранившейся переписки Адриана с папами Пелагием II и Григорием I Великим известно, что в конце VI века архиепископ Ларисский Иоанн лишил Адриана кафедры, что было утверждено архиепископом Юстинианы I. Адриан обратился с жалобой к Григорию I, который посчитал отстранение незаконным и восстановил его на кафедре. Адриан был одним из последних епископов Фив Фтиотидских, поскольку в VII веке эта епископия перестала упоминаться в источниках, вероятно вследствие захвата города славянскими языческими племенами.

## Раскопки
По описанию Страбона положение города определил путешественник Уильям Мартин Лик в 1835 году. Положение города было подтверждено раскопками Апостолоса Арванитопулоса, проведенными в 1907—1908 гг. Арванитопулос сообщил об обнаружении четырех слоев, трёх исторического времени и одного — доисторического. В 1908—1991 гг. проводились очень ограниченные исследования. При строительстве австострады 1 Волос — Афины было обнаружено кладбище, и Димитрис Теохарис, а затем Йоргос Хурмузьядис исследовали некоторые могилы. В 1972 году Павлос Лазаридис (Παύλος Λαζαρίδης) раскопал восточную часть городской стены, прочно и хорошо сложенную в соответствии с видом кладки opus isodomum, при которой камни были одинаковой высоты, и которая может быть датирована IV веком до н. э., периодом, когда город наиболее процветал. В 1972—73 гг. Эвангелия Протонотариу-Дейлаки (Ευαγγελία Πρωτονοταρίου-Δεϊλάκη) исследовала древнее виноградное точило (большую емкость, в которой топтали ногами виноград для выжимания сока) и несколько могил к югу от автострады. В то же время было собрано несколько надгробий, которые время от времени обнаруживали при вспашке поля. С 1991 года Василики Адрими-Сисмани (Βασιλική Αδρύμη-Σισμάνη) начала обширные раскопки в связи со строительством аэропорта Неа-Анхиалос.
При раскопках в последние годы был найден западный участок городской стены длиной около 2 километров. Были найдены на западной стороне два входа, которые вели к соответствующим дорогам, соединяющим Фивы Фтиотидские и Фарсал, а на южной стороне — водосточные трубы. Стены построены в IV веке до н. э.
В 1991 году на расстоянии 50 метров от южной стены было найдено основание небольшого храма, посвященного Асклепию, согласно основанию жертвенного дара с надписью ΚΛΗΠΙΩ. Храм построен на краю скалы с видом на Крокусово поле, Алос и Пирас. Храм состоит из небольшого продрома и квадратного прямоугольного помещения, но его форма неизвестна, потому что никакой другой элемент его надстройки не сохранился. Внутри целлы, вдоль северной стороны, есть низкая скамья.
Исследования Арванитопулоса холма акрополя показали почти непрерывное использование холма от доисторических до поздневизантийского периода. В 1994 году обследование нашло косвенные доказательства существования поселения среднего неолита, вероятно, разрушенного при строительстве храма архаического периода. Арванитопулос упомянул о существовании находок от неолита до архаического периода, но согласно недавним исследованиям место было заброшено в начале бронзового века (2000 до н. э.) и снова заселено в начале архаического периода (IV век до н. э.). Затем на акрополе было создано святилище, посвященное Афине Полиаде, частично исследованное Арванитопулосом. Было также найдено в слое, современного неолиту, хранилище с дарами (бронзовые украшения и глиняный бюст Афины) первого храма архаического периода (IV век до н. э.), а также надпись, относящаяся ко второму храму V века до н. э. Ранние храмы не сохранились, так как был построен в IV веке до н. э. новый храм, который существовал до римского периода.
Самым важным памятником, который был обнаружен, стал древний театр, который исследовался в 1992—1993 гг. Существование театра было известно с 1835 года, когда Уильям Лик посетил эту область и увидел руины, а в 1906 году Фридрих Штелин, основываясь на информации Уильяма Лика, обнаружил руины театра и отметил их место. Помимо топографических описаний исследователей XIX века, найденные в 1970 году надгробие под названием «BAKXIOΣ ΔIONYΣIOΣ» и глиняная трагическая маска были истолкованы археологами Димитрисом Теохарисом и Йоргосом Хурмузьядисом как намек на существование культурной жизни в городе Фивы. Археологические раскопки выявили центральную часть театра, подпорные стены на севере и юге, а также часть орхестры и здание скены. Многочисленные находки (элементы архитектуры, скульптуры, надписи и монеты) датируются временем строительства театра в конце IV века до н. э. Театр был перестроен в римский период и действовал до конца III века.

## Кладбища
За стенами Фив Фтиотидских найдены кладбища, исследования которых не были систематически проведены, но проводились при необходимости для общественных или частных проектов.
Восточное кладбище
Первые исследования в области восточного кладбища были сделаны Димитрисом Теохарисом и Йоргосом Хурмузьядисом во время строительства автострады, когда были исследованы 16 могил, относящихся от V века до н. э. до римского периода. В 1992 году ещё 10 могил были исследованы на частных полях.
Западное кладбище
Во время строительства аэропорта было обнаружено западное кладбище Фив Фтиотидских из 68 могил, датируемых от IV века до н. э. до I века.
Южное кладбище
Южное кладбище Фив Фтиотидских простирается на 2,5 километра по равнине, за пределами городских стен. При прокладке волоконно-оптических кабелей, выполняемых OTE, в 1997 году было обнаружено 32 могилы южного кладбища города. В период 2004—2007 годов при строительстве газопровода, а также на частных полях обнаружены 257 гробниц южного кладбища, в общей сложности 289 гробниц различных типов, которые относятся к периодам от архаического до римского.